# Laosaurus gracilis
Laosaurus gracilis es una especie conocida del género dudoso Laosaurus  (gr. “lagarto de piedra”) de dinosaurio ornitópodo neornistisquio que vivió a finales del período Jurásico, hace aproximadamente 150 millones de años, desde el Kimmeridgiense, en lo que es hoy Norteamérica. Originalmente basada en un centro vertebral posterior, un centro vertebral de cola y parte de un cúbito.